# Anselmo Arenillas

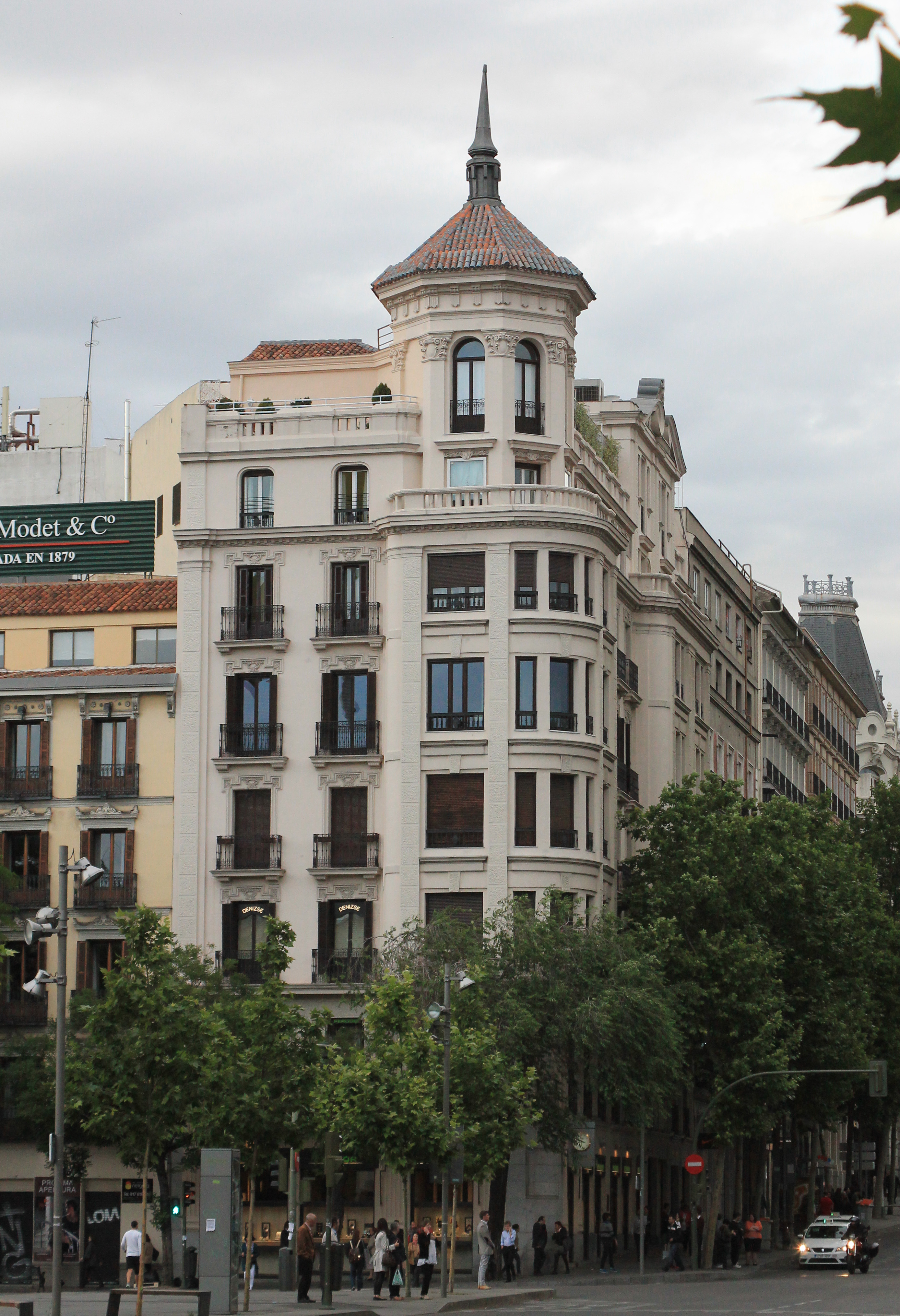
Serrano 17 esquina Goya 13.

Anselmo Arenillas Álvarez (Valladolid, 1892-Guadarrama, 1979) fue un arquitecto español.

## Biografía
Nació en 1892 en Valladolid, Arenillas, que participó como arquitecto en la reforma del inmueble del 17 de la calle de Serrano, en Madrid, en la década de 1920, tras la guerra civil, empleado por el Servicio de Defensa del Patrimonio Artístico Nacional, participó en la restauración de monumentos y edificios religiosos de diversas provincias castellanas (Ávila, Burgos, Salamanca, Valladolid, Santander, Segovia y Soria). Falleció en Guadarrama en 1979.